# Føroya Banki
Føroya Banki var en bank som grundades år 1906. Idag ingår banken i BankNordiks verksamhet. Banken var tidigare Färöarnas näst äldsta bank, efter Føroya Sparikassi.